# استبان کرسپو
استبان کرسپو (اسپانیایی: Esteban Crespo‎؛ زادهٔ ۱۰ ژوئیهٔ ۱۹۷۱) یک تهیه‌کننده فیلم، کارگردان فیلم و فیلم‌نامه‌نویس اهل اسپانیا است.
او بابت یکی از فیلم‌هایش نامزد دریافت جایزه اسکار بهترین فیلم کوتاه بود.